# Skandinaviska Glödlampsfabriken

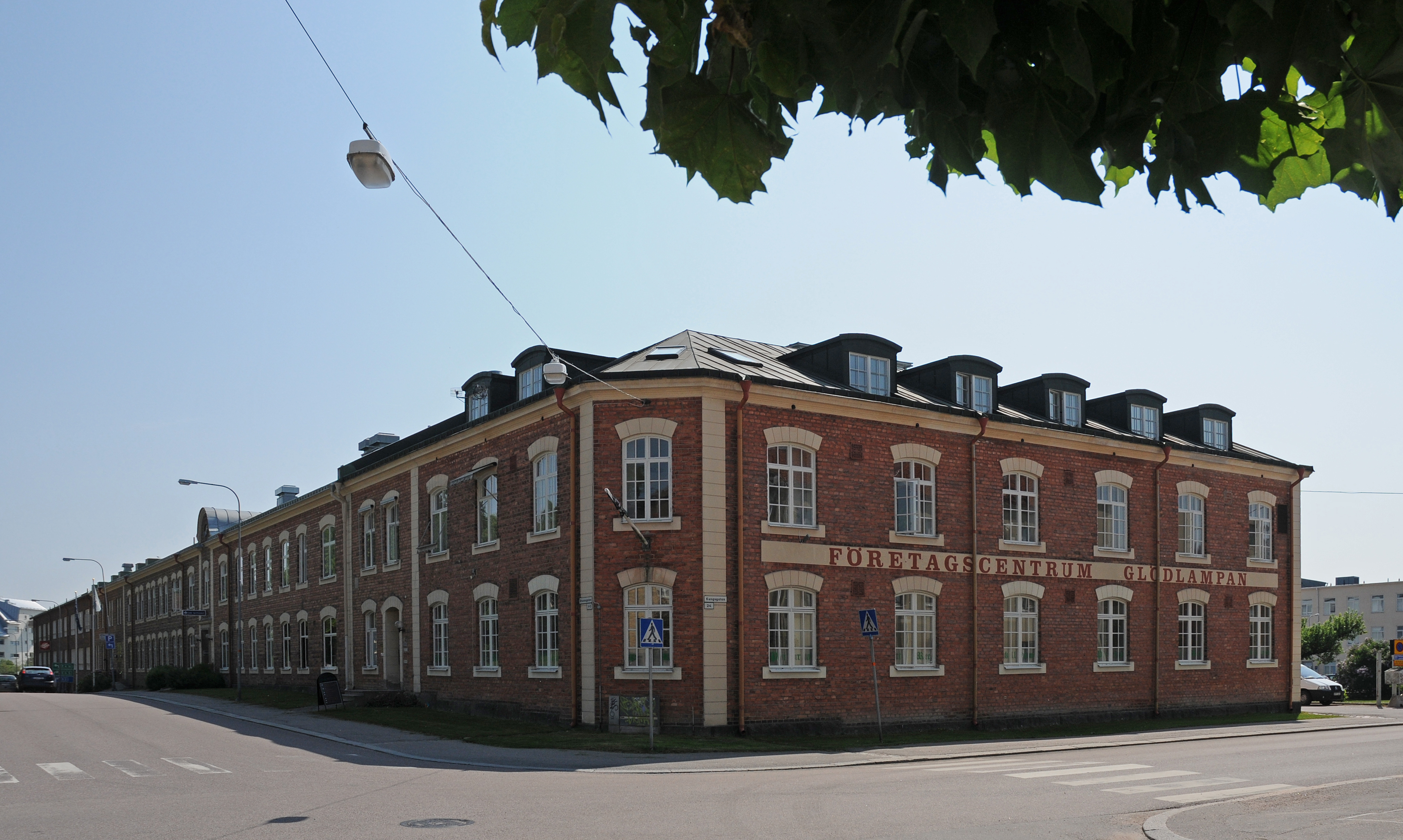
Före detta Skandinaviska Glödlampfabriken 2011.

Skandinaviska Glödlampfabriken var en fabrik för tillverkning av glödlampor, belägen i Nyköping. 
Ett företag startas i februari 1897 av ingenjörerna Ivan Wagner (1866–1918) och Carl Hjalmar Faxén (1868–1956). En tomt köps av kommunen och en fabrik byggs upp och står klar efter tre månader. Ett år senare, i mars 1898, bildas AB Skandinaviska Glödlampfabriken. Antalet anställda är 26 och antalet koltrådslampor som tillverkas per dag är 300 - 500. Tillverkningen pågår mellan 1898 och 1976. Mellan 1976 och 1983 tillverkas elektroniska komponenter för Philips i Järfälla och Norrköping.

## Historiska bilder

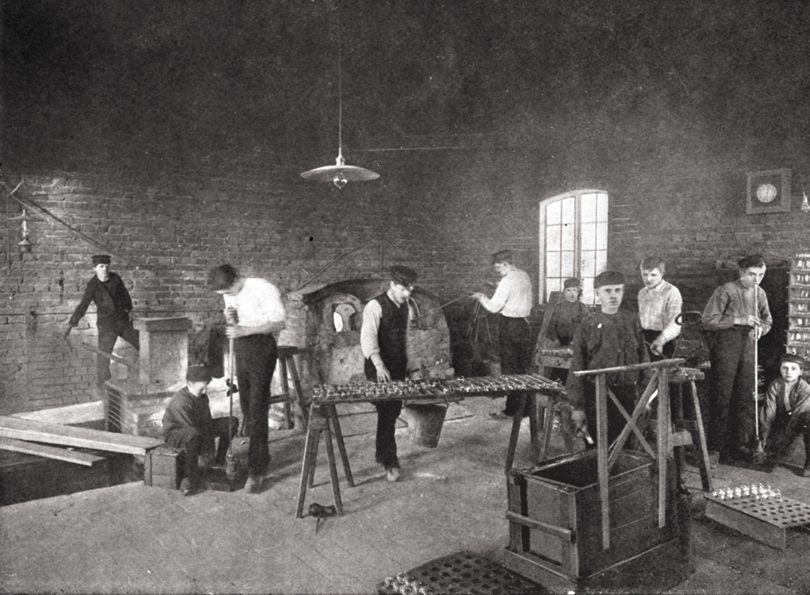
Arbetslag i hyttan på 1920-talet.
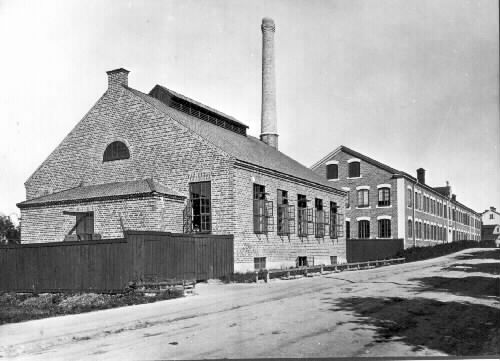
Fabriksbyggnaden vid Brunnsgatan 5.